# 莫大元
莫大元（1891年—1981年），福建上杭人，民国留日画家，国立台湾师范大学美术系创系主任，后由黄君璧接替担任该系第二任主任。莫大元和黄君璧、廖继春、溥心畬大师为国立台湾师范大学美术系主要创始人，为战后初期台湾美术史发展作出了贡献。莫大元亦是诗人席慕蓉在台湾师范大学时的美术老师。

## 生平
1918，日本大学政治经济系。
1923，日本东京高等师范艺教研究所。
1926-29，与南洋美专之父林学大、上海美专的张书旗教席于厦门集美师范。
20年代末和30年代曾在福州、厦门、宁化、漳州等多所学校任教务主任、教授。
1929年，其美术作品《晴波》和徐悲鸿、高剑父、赵少昂、何香凝、启功等大师作品参加中华民国第一届全国美展参展。
1931，任福建省政府教育厅科长。
1946年3月，任日侨管理委员会秘书。
1946年7月，任臺中市政府主任秘书。
1946年8月-12月，臺中市市長黃克立赴省面洽公务，莫大元暂代市长职务。
1947年4月，致信许寿裳婉拒担任台湾省立编译馆编审。
1947年4月，任省政府参议。
1947年8月，莫大元先生担任国立台湾师范大学美术系创系主任，之后历经黄君璧、袁枢真、张德文、梁秀中、王秀雄、傅佑武、王哲雄、顾炳星、袁金塔、江明贤、林磐耸等主任。
1947年12月，台湾省艺术建设协会成立，蔡继琨任理事长，莫大元和唐守谦、李超然、李石樵、李梅树、白克、陈夏雨等人为理监事。
1948年，聘请马白水来台湾师范教学。
1949年，莫大元辞去系主任，继续担任教授，由黄君璧接替担任系主任长达二十年。
1957年，黄君璧出国期间，莫大元代理系主任职务。
1961年，兼任中国文化大学美术系主任。
1981年逝世，著名诗人席慕容在其散文集《成长的痕迹》里撰文《白发吟. 敬悼恩师莫大元教授》，追述了她对莫大元大师的怀念。

## 主要领域
莫大元的学生梁秀中评价莫老师是台湾色彩学的创始人。“莫大元老师，我们应该说创系是他，艺术系最早成立也是他，他是受日本教育。”
- 色彩学
- 用器画
- 图案学